# Feudalizm
Feudalizm (z łac. feodum lub feudum – lenno) – nazwa określająca ustrój społeczno-gospodarczo-polityczny rozpowszechniony w średniowiecznej Europie, trwający do rewolucji francuskiej, uznany za metodę rządzenia opierającą się na systemie hierarchicznej zależności jednostek, z podziałem społeczeństwa na trzy stany: duchowieństwo, rycerstwo i chłopstwo oraz władców (książęta, królowie, cesarze, chanowie i sułtanowie). W skład społeczeństwa feudalnej Polski wchodziły: szlachta, duchowieństwo, mieszczanie i chłopi, aczkolwiek systemy o podobnej konstrukcji i działaniu odnaleźć można również w innych okresach i w innych kręgach kulturowych. Również na kontynencie europejskim pewne pozostałości systemu feudalnego odnaleźć można jeszcze dziś. Co więcej, niektóre jego elementy były istotną częścią ustroju ekonomicznego niektórych państw jeszcze w XIX stuleciu. W teorii marksistowskiej feudalizm jest formacją społeczno-ekonomiczną następującą po niewolnictwie, a przed kapitalizmem. Feudalizm był powodem wielu powstań i buntów, które jednak nie doprowadziły do jego upadku. Według prof. Władysława Góry wpływ na upadek feudalizmu w wielu krajach europejskich miały wojny toczone przez rewolucyjną Francję na przełomie XVIII i XIX wieku.

## Geneza feudalizmu europejskiego
Wskazuje się na kolonat jako źródło późniejszych stosunków feudalnych. Warunki rozwoju właściwego feudalizmu powstały wraz z rozpadem cesarstwa rzymskiego i powstaniem niestabilnych państw barbarzyńskich. Nastąpił zanik pieniądza jako środka płatniczego, jego obieg został ograniczony do najbardziej rozwiniętych części dawnego imperium: Italii i Cesarstwa Bizantyńskiego. W tej sytuacji wzrosła ranga ziemi, jako jedynej pewnej formy posiadania. Nie licząc krótkiego okresu stabilizacji i zahamowania procesów decentralizacyjnych za panowania Pepina Małego i Karola Wielkiego, rozwój stosunków feudalnych postępował w Europie Zachodniej właściwie nieprzerwanie do XII stulecia, kiedy można datować pierwociny nowożytnego państwa biurokratycznego.

## Rozwój i zasady

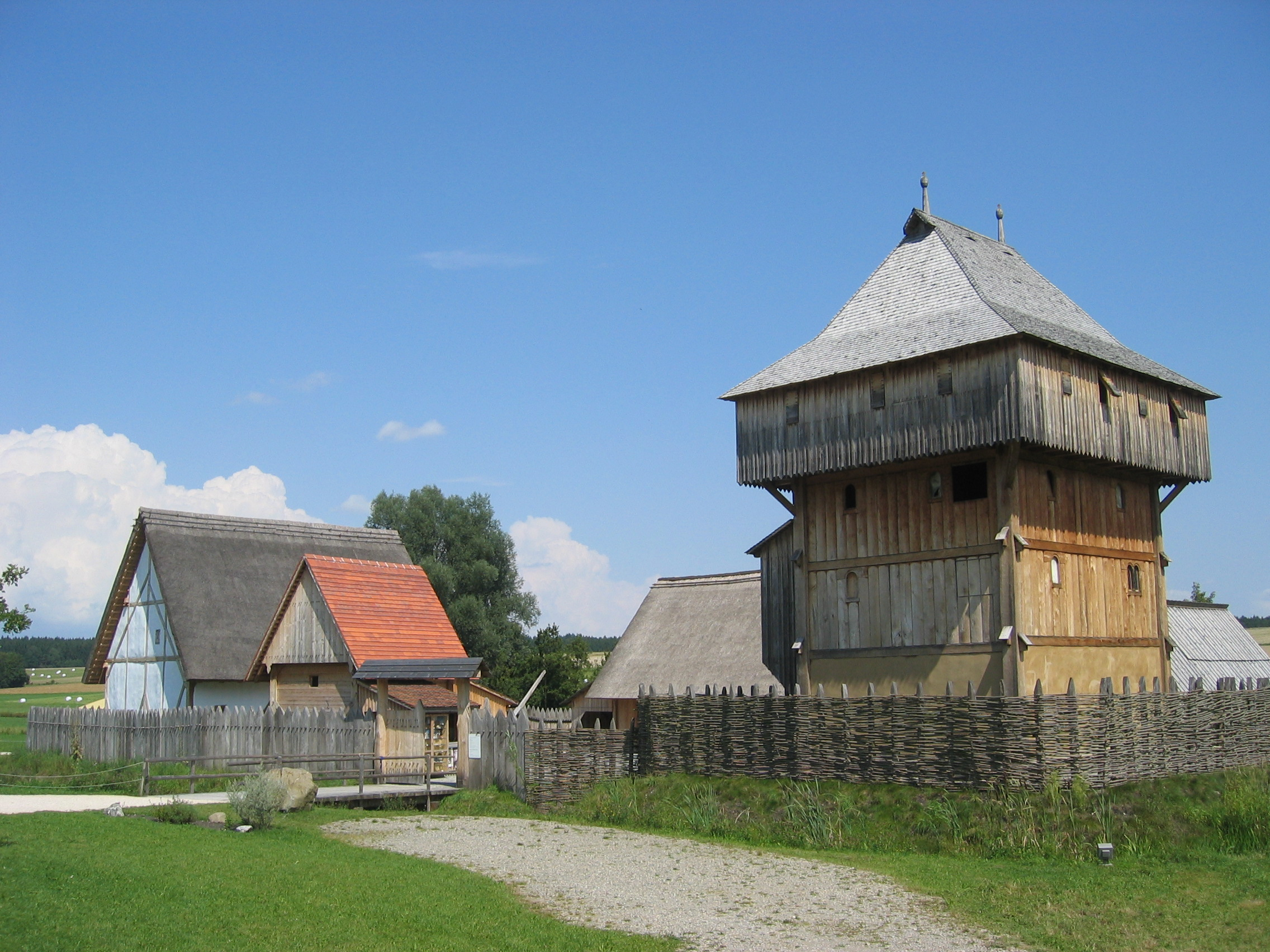
Rekonstrukcja średniowiecznej seniorii w Kanzach w Badenii-Wirtembergii

Podstawą istnienia feudalizmu było rozdrobnienie władzy na szereg niewielkich seniorii – okręgów zgrupowanych wokół grodu, zamku, klasztoru bądź innej instytucji, której naczelnik posiadał tzw. bannus, czyli pełnię władzy publicznej. Wokół seniorów grupowali się okoliczni wojownicy, z których później ukształtował się stan rycerski, stanowili oni grupę fideles i amicis („zaufanych” i „przyjaciół”) seniora, którzy za swą posługę otrzymywali wynagrodzenie (lenno), początkowo w postaci ruchomości (np. uzbrojenia), potem zazwyczaj ziemię. Sam obyczaj uległ wkrótce rytualizacji w postaci hołdu lennego, który stanowił zewnętrzną manifestację stosunku wierności i przyjaźni między seniorem a wasalem. Teoretycznie układ lenny obowiązywał do śmierci jednej ze stron, aczkolwiek mógł zostać zerwany na skutek niedotrzymania przez jedną z nich warunków układu (felonia). W praktyce szybko ustalił się zwyczaj, że zarówno lenno, jak i stosunek lenny dziedziczy się z ojca na syna, a w końcu także w linii żeńskiej. Stanowiło to zaprzeczenie całego systemu, który w założeniu miał gwarantować jak największą siłę wojskową – lenno stanowiło podstawę majątkową pozwalającą wasalowi zdobyć uzbrojenie. Grupa lenników jednego seniora tworzyła zgromadzenie równych (parów), którzy mieli prawo rozstrzygać wzajemnie kwestie związane z funkcjonowaniem stosunku lennego.
System lenny funkcjonował zarówno na poziomie lokalnym, jak i na poziomie całych prowincji. Części seniorów udało się zgromadzić kilka okręgów pod swą władzą, część zdobyła tytuły urzędników królewskich, a wraz z nimi nadania lenne, co doprowadziło do feudalizacji takich stanowisk jak hrabia, książę, margrabia i inne, część popadła pod władzę silniejszych i stała się ich lennikami. Sam konstrukt lenny nie był zabezpieczony od patologii, takich jak popadanie w zależność od kilku różnych seniorów, przemieszanie dóbr posiadanych na prawie lennym i jako alodium (ziem dziedzicznych, o pełnym prawie własności).

## Gospodarka dominalna

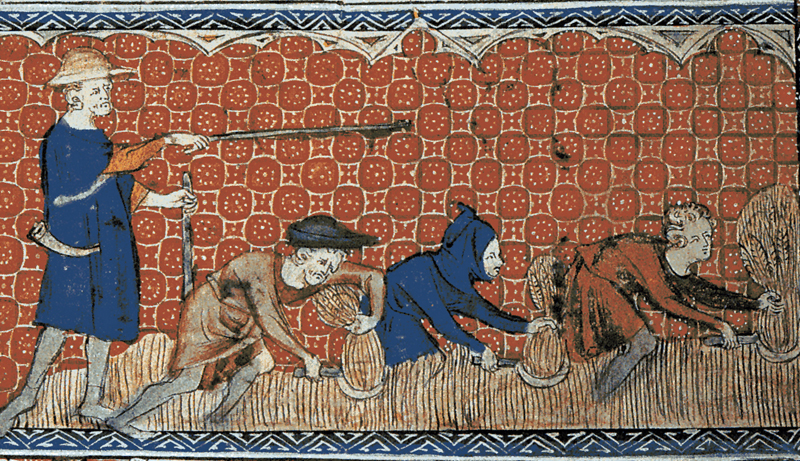
Chłopi pracujący pod nadzorem podczas żniw. Miniatura średniowieczna z Psałterza Królowej Marii

Osobnym zjawiskiem związanym i często łączonym z feudalizmem była gospodarka dominalna (manorializm, pańszczyzna). Był to system organizacji gospodarki rolnej w obrębie seniorii. Ziemia dzieliła się zasadniczo na trzy części: domenę posiadaną przez pana, wolną własność chłopską i pola użytkowane przez chłopów, lecz prawnie będące własnością seniora. Chłopi byli zobowiązani do uprawy całości gruntów, za część dzierżawioną musieli opłacać czynsz, ponadto pan posiadał nad nimi prawo sądzenia i karania (bannus, immunitet), jeżeli w obrębie seniorii istniał kościół bądź kaplica, chłopi zmuszeni byli oddawać dziesiątą część zbiorów na jej potrzeby. Gospodarka w obrębie seniorii w większości wypadków stanowiła obwód zamknięty i bardzo trudno ulegała urynkowieniu. Na podobnej zasadzie funkcjonowały dobra będące w posiadaniu instytucji kościelnych. Mimo wielu ciężarów chłopi nierzadko dobrowolnie oddawali się w opiekę panu, w zamian za ochronę ich życia i mienia, w sytuacji zagrożenia atakiem bądź to najeźdźców, bądź zanarchizowanych grup rycerzy. Często ceremonia oddania się chłopa w opiekę przybierała cechy podobne do hołdu lennego.

## Feudalizm chiński
System feudalny obecny w pierwszych wiekach dziejów Chin (tj. dynastie Xia, Shang oraz Zhou) był dość podobny do europejskiego. Następnie, w okresie Wiosen i Jesieni doszło do rozbicia dzielnicowego. Proces nabierania przez feudalizm chiński wyjątkowych cech rozpoczął się w 221 roku p.n.e., kiedy Qin Shi Huang zjednoczył kraj, ograniczył wpływy możnych na sprawowanie rządów i powierzył funkcje wykonawcze osobom pochodzącym z ludu. Po upadku jego dynastii następna dynastia Han pozostała przy centralizmie opartym na mandarynach. To dzięki tej klasie chiński feudalizm nabrał swoistych cech. W 605 roku wprowadzono także pierwszy na świecie system egzaminów urzędniczych. Ustrój ten (nazywany feudalizmem biurokratycznym) był na tyle efektywny, że przetrwał zarówno upadki kolejnych chińskich dynastii, jak i najazdy Dżurdżenów, Kitanów, Mongołów i Mandżurów.

## Feudalizm polski
Zagadnienie, czy określenie „feudalizm” jest poprawne w stosunku do polskiej historii, jest omawiane przez historyków. Przed II wojną światową termin ten był krytykowany przez historyków takich jak Jan Karol Kochanowski czy Roman Grodecki. W okresie Polski Ludowej, termin feudalizm był często używany, jako popularny w teoriach marksistowskich. Jednakże publikujący za granicą w tym okresie historycy, tacy jak Norman Davies i Paweł Skwarczyński, dalej zwracali uwagę, że system polityczno-gospodarczy okresu średniowiecznej Polski różnił się od systemów opisywanych jako feudalne w krajach Europy Zachodniej; zatem używanie terminu „feudalizm” w kontekście historii Polski, mimo stania się bardziej akceptowalnym w historiografii polskiej, nie jest do końca poprawne. W obecnej literaturze ten problem jest nadal dyskutowany, np. w 2013 r. Rozbieżności w literaturze przedmiotu zebrał Marian Dygo.